# بيرلا
بيرلا هي بلدية تقع في إقليم أرجيش في رومانيا.